# Rhopalencyrtoidea perplexa
Rhopalencyrtoidea perplexa är en stekelart som först beskrevs av Girault 1925.  Rhopalencyrtoidea perplexa ingår i släktet Rhopalencyrtoidea och familjen sköldlussteklar. Inga underarter finns listade i Catalogue of Life.